# Сектор 236 - Гнів Тора
Сектор 236 — Гнів Тора (швед. Sektor 236 - Tors vrede) — шведський науково-фантастичний фільм жахів 2010 року. Продюсував його шведський каскадер Ларс Лундгрен, який також був головним координатором трюків. Раніше Лундгрен працював каскадером у таких фільмах, як «Планета мавп» і «Трилер — Жорстока картина».

## Сюжет
У віддаленому військовому секторі 236, прозваному з часів вікінгів Гнівом Тора, зник безвісти взвод шведських гірських рейнджерів. Уряд Швеції посилає капітана Палмквіста та спецназ для розслідування. До них приєднується американський агент і вчений Джонсон. Тим часом група підлітків вирушає в похід околицями. Їхні телефони раптово втрачають прийом, а компас перестає працювати. Незабаром їх один за одним вбиває невидима сила. Шведський полковник Стег у штабі розуміє, що американець збрехав про те, що, на його думку, приховує в секторі 236. Він вирішує врятувати своїх солдатів від кривавої лазні.